# Mingəçevir
Mingəçevir (chiamata anche Mingachevir, Mengechaur, Mingächevir, Mingechaur, Mingechaurges, o Mingelchaur) è una città dell'Azerbaigian. 

## Descrizione
La città è attraversata dal fiume Kura che la divide in due e alimenta la grande centrale elettrica completata nel 1953. Conta una popolazione di 99.775 abitanti.